# Hiyoshi-zukuri

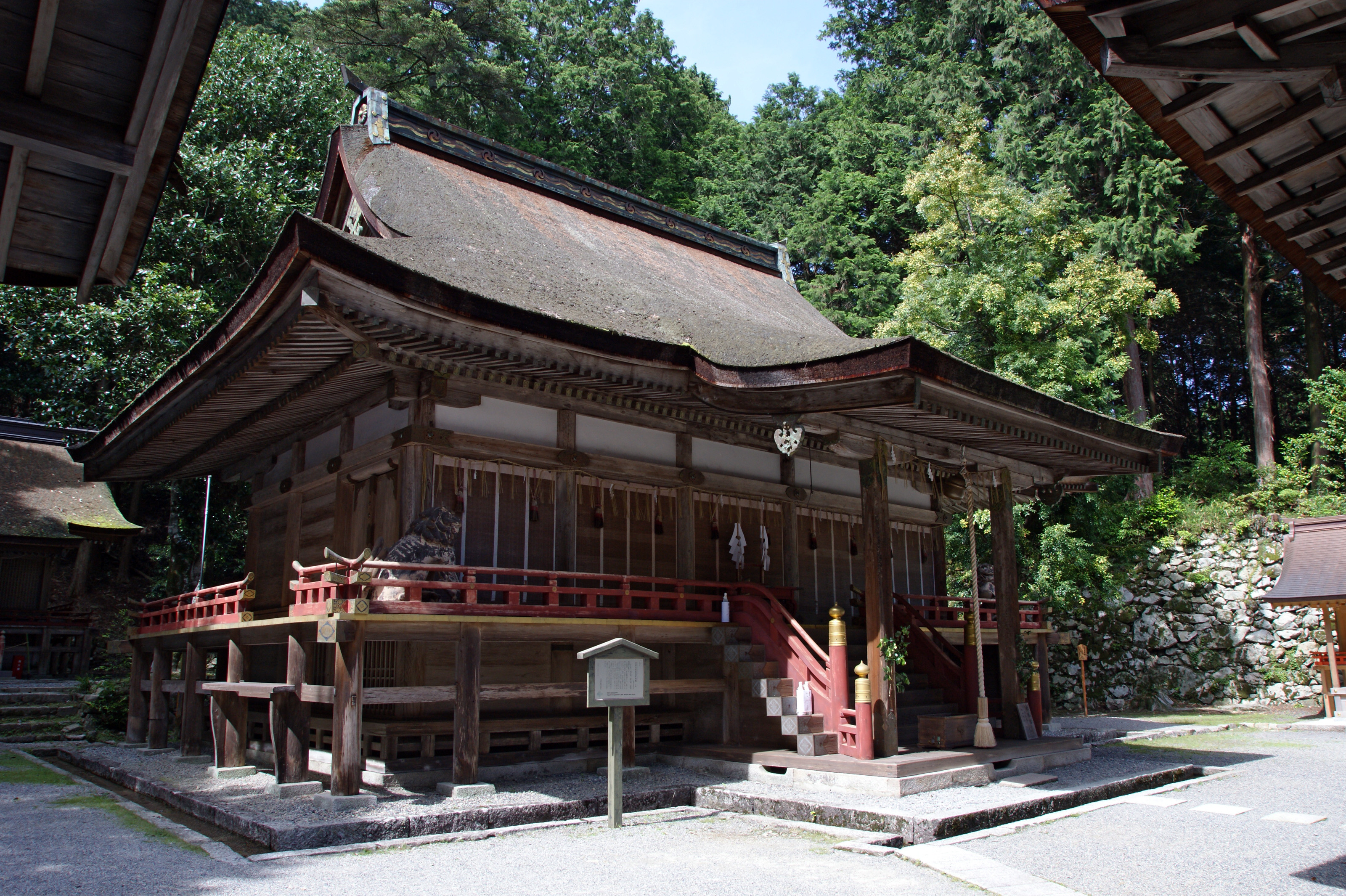
Higashi Hon-gū de Hiyoshi-taisha.

Le hiyoshi-zukuri ou hie-zukuri (日吉造), également appelé shōtei-zukuri / shōtai-zukuri (聖帝造) ou sannō-zukuri (山王造) est un rare style architectural de sanctuaire shinto qui n'est maintenant représenté qu'en trois exemplaires, tous réunis au Hiyoshi-taisha à Ōtsu, d'où son nom. Ce sont les honden (本殿本宮, hon-gū) est et ouest et le honden Sessha Usa Jingū (摂社宇佐神宮本殿).
Il se caractérise par un toit à deux versants avec pignons et des vérandas appelées hisashi sur les côtés. Ce style dispose d'une structure hirairi, c'est-à-dire que l'entrée principale du bâtiment se trouve du côté parallèle au faîte du toit (côté sans pignon).
Le bâtiment est composé d'un noyau de 3 × 2 ken appelé moya entouré sur trois côtés par un hisashi de 1 ken de large pour un total de 5 × 3 ken (voir photo). Le hisashi à trois côtés est unique et typique de ce style. Le toit à deux versants s'étend sur deux petits portiques à l'avant et sur les deux côtés à pignons,. Le toit à l'arrière a une forme caractéristique (voir photo ci-dessous).

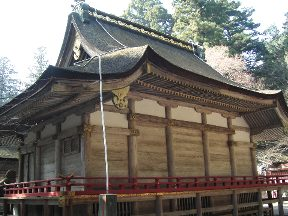
Forme typique de l'arrière d'un toit du style hiyoshi-zukuri.